# 紳士階級

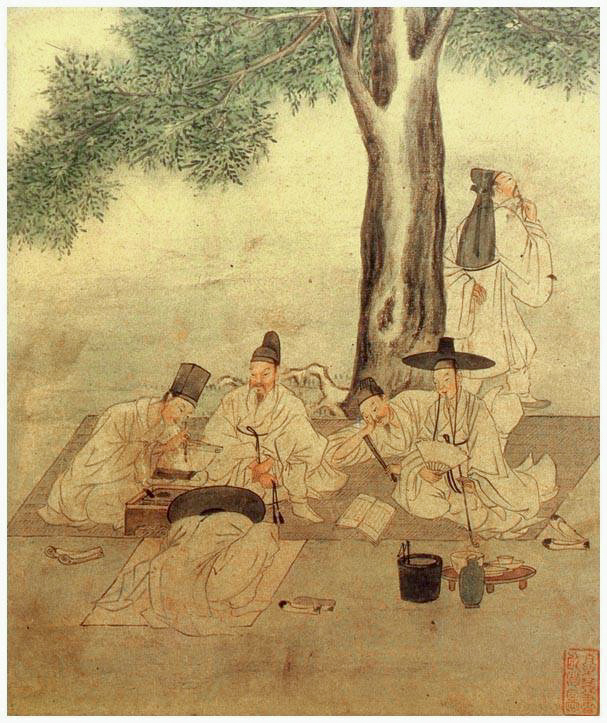
18世紀韓國鄉紳

紳士指一種社會階級。

## 绅士
紳士亦稱士紳或仕紳，是指在地方上有财富、有文化、有聲望、有地位的一個特殊社會階層，主要由科舉已考取但未仕或落第的士子、當地颇有资产和人脉的富人、賦閒或解職退休歸鄉的前任官吏、宗族耆老等一批在当地有影響力的人物所構成。绅士可能入朝为官（成為士大夫），也可能是候补或退休的官员。
「紳」為古代官員束在腰間的大帶子，因此仕宦又稱縉紳，亦作搢紳，也用來代稱曾做過官的紳士。在古代，由於人民普遍未受教育，因此有文化的紳士在地方上可說是珍貴的知識與信息來源，深受民眾尊敬與信賴。而地方官吏多來自外地，不熟悉當地民風民情，往往也倚賴紳士在地方上的聲望居中協調，方能有效治理。紳士是平民，而在平民之上；非官員，卻不亞於官員，他們與官員同為地方事務的要角，常並稱官紳。另外，紳士有機會與商人來往，本身經商的亦不少，常並稱紳商。
绅士阶级是儒教礼制和伦理纲常的堅定守護者，他們对于维护社會风气和秩序具有极大的作用。绅士更是地方首领，是统治者和鄉民之间的中间人和代理人，在“皇权不下县”的时代形成了一个负责地方自治的中产阶级。绅士们一面協助县级的地方政府安抚乡民治理地方，一面替鄉民代言向官方爭取權益，在维护地方利益上也扮演著最重要的角色。如杨乃武案时诸多浙江绅士联名向朝廷申冤，在北京的浙江籍官员也極為重視，积极协助。在鄉里中，绅士往往得以优先承包官府的造桥、修路、水利等公共工程。除商绅以外，绅士以地主为多，很多地主绅士在向佃農收取地租的同时也从事发放高利贷业务。
歷代王朝依靠紳士階級對廣大鄉村進行間接治理，卻也產生了統治危機。在許多地方，紳士對鄉民而言比地方官員和遙遠的皇帝更具威信，官府尚須仰賴紳士代理方能順利徵稅，這就有了中飽私囊的空間；而官府為了達到朝廷按人口要求的徵稅數字，也放任土豪恶霸橫徵暴斂。因此許多「劣紳」利用此一特殊地位從中牟取暴利或协助腐败的地方官员贪污公款，许多势力较大的劣绅甚至私养大量打手、杀手和雇佣兵，可以依仗暴力魚肉鄉民、横行一方，成为当地的“土皇帝”。而一个地区的绅士之间常有生意往来和通婚，因此成立了门第相连、错综复杂的利益集团，一旦朝廷的政策傷害了紳士阶级的利益，便會遭到鄉里的集體抵制難以推行。紳士的實際政治地位有如国中之国，結果導致政不下鄉里、稅不下庶民，中央政府的統治無法深入縣以下，難以真正有效地管理、調度人力、物力等資源，國家承受內憂外患的能力也受到影響。
唐末、五代，傳統的門閥、士族消亡；宋代以後隨著科舉的成熟，出現了新的绅士阶级，他們在中國社會上扮演重要角色。明清時绅士大多必須得到功名，即便是最低階的生員，绅士在地方上也受到一定的尊重，並享有一些權利。例如免除徭役、遇公事可稟見知縣、見知縣時免跪拜、知縣不得隨意對其用刑，可能還有生活津貼等。這類鄉里紳士被泛稱為鄉紳或紳衿。也因為绅士的產生主要來自於科舉功名，科舉的功名无法世袭，因此绅士阶级可說是不太具有世袭性，未像欧洲的贵族或者宋代以前的門閥世族那样成为一种論出身血統的种姓。少數的情況是，除科舉外，紳士亦可以透過恩蔭、捐納、武功等以延續傳承，並發揮其影響力。一個人一旦取得科舉功名，即会被纳入绅士阶级中。清代小说《儒林外史》描写范进中举以后，当地绅士張靜齋前来攀亲，欲將范进纳入绅士阶级，並致贈不少禮物。晚明時期由于朝廷力量衰弱，绅士成为极其重要的政治力量，逐步取得了對廣大农村的控制权，清代前期通过残酷的文字狱使绅士一度受到压制。不過晚清各地民亂紛起，紳士在鄉辦團練以自保，權勢更鉅。
绅士阶级对辛亥革命起了頗大的推動作用。清廷出卖川汉铁路的企图激發了入股川汉路工程的四川绅士们的保路运动，此后湖南省等地的绅士宣称湖南要独立，停止向北京缴税。清末鄉村的穩定完全依賴绅士维持，政府无法对鄉村进行有效的管理，对清廷失望的绅士们任由革命刊物流传，加速了清朝的覆灭。当革命爆发时，商绅纷纷劝告清廷的督撫大員宣布脫離清朝独立，倒向革命。
中华人民共和国成立后，绅士被視为剥削阶级，受到非常大的打击。紳士的土地在土地改革中被没收，後來的文化大革命更彻底消灭了传统的紳士階級，鄉村的儒家信仰亦受到前所未有的動搖，使得中國鄉村的面貌為之一變。不過，新的政治制度也改變了中國千年來的地方政治格局，國家政權的統治從此得以更加深入基層。

## 英国的绅士

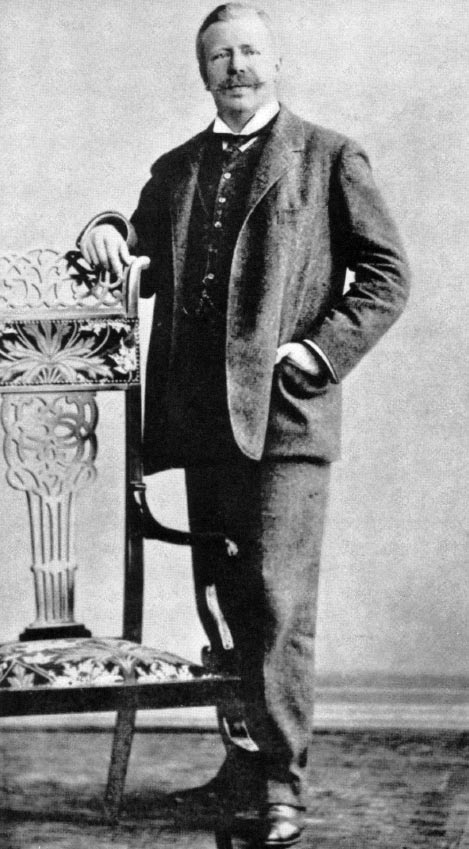
19世紀绅士，Jakob Johann von Uexküll

在中世纪英国，“gentry”（绅士阶级）是一个社会阶层，社会地位仅次于贵族。此阶层的男性成人当时称为“gentleman”（绅士）。也由於中國傳統的紳士，與英國傳統的紳士在社會及文化上有其類似的重要地位，因此近代此一概念傳入時便以此把紳士作為“gentry”的翻譯。英國社會傳統上的階級分析把贵族和擁有土地的绅士阶级統稱為“上層階級”（Upper Class），以對應由小資產階級組成的“中產階級”（Middle Class）和無產階級組成的“下層階級”（Lower Class）。
英语“gentleman”最初是指来自优越家庭的男士。后发展为对心地善良，举止优雅的男士的称呼。此亦用来指稱中文的“绅士”。現今此定義已取而代之為大眾文化中對“紳士”一名稱的形象。现在同中文的“先生”作爲名词而非稱呼解時之意（即“女士們、先生們”中的“先生”，而非“王先生、李先生”中的“先生”）。